# Президент на Бразилия
Президентът на Бразилия (на португалски: Presidente do Brasil) е държавен глава и глава на правителството на Федеративна Република Бразилия, която по силата на Федералната конституция от 1988 г. е президентска република с парламентарно представителство. Президентската институция в Бразилия е създадена през 1889 г., след като военен преврат срещу император Педру II обявява страната за република. Оттогава Бразилия приема 6 конституции, преживява две военни диктатури и три демократични периода. По време на демократичните етапи от развитието на страната гласуването на президентски избори винаги е било задължително.

## Президентската институция
Последната Конституция на Бразилия, приета през 1988 г. и изменяна няколко пъти, съдържа подробно описание на условията и процедурата за избор на президент на Републиката и подробно изброява правомощията и задълженията на президента на Бразилия като държавен глава и ръководител на изпълнителната власт.

## Правомощия и задължения
Президентът на Бразилия притежава широки правомощия в рамките на трите власти – законодателната, изпълнителната и съдебната. Правомощията на президента са изброени в член 84 от Конституцията на Бразилия.

### Правомощия в законодателната сфера
Президентът на Бразилия подписва и обнародва законите, приети от законодателя, и издава декрети за влизането им в сила. Той налага отлагателно вето над приети от Конгреса закони, което може да бъде преодоляно само с абсолютно мнозинство от гласовете на двете камари на Националния конгрес. Освен това президентът може да свиква извънредни сесии на законодателното тяло.
В правомощията на президента на Бразилия е обявяването на извънредно положение за срок от 60 дни, което става чрез декрет със силата на закон. Актът, с който президентът въвежда извънредно положение, влиза в сила от датата на издаването на декрета и преди той да бъде предложен за одобрение в Конгреса. Извънредното положение се отменя след изтичането на 60-дневния срок или след отхвърлянето му от Конгреса. Президентът издава и декрети за федерална намеса в отделните щати на Съюза при наличието на посочени в Конституцията обстоятелства.
Изключително в компетенцията на президента на Бразилия е да започва законодателна процедура в Националния конгрес за приемането на закони:
- Закон за бюджета на Републиката
- Закони за изменение на числеността на въоръжените сили или на тяхната структура;
- Закони за създаване на публични служби, функции или позиции в администрацията и автономните правителствени агенции или увеличаване на тяхната численост;
- Закони за промяна в административната и съдебната организация, данъчните и бюджетни въпроси, обществени услуги и административния персонал във федералните територии;
- Закони за изменение на организацията на Прокуратурата и Адвокатурата на Съюза, както и за регламентиране на дейността им в щатите, Федералния окръг и федералните територии;
- Закони за откриване и закриване на министерства и правителствени ведомства;

### Правомощия в съдебната власт
Президентът на Бразилия притежава и правомощието след одобрение от Федералния сенат да назначава съдии във Върховния федерален съд и във висшите съдилища. Той назначава Главния прокурор на Републиката. Президентът на Бразилия назначава и съдиите във Федералната сметна палата и главния адвокат на Републиката. Освен това президентът може и да намалява присъдите, след като се консултира със съответните лица и органи, ако е необходимо.

### Правомощия в изпълнителната власт
Според Конституцията изпълнителната власт в Бразилия се упражнява от президента, който е подпомаган от държавните министри. Правителството на страната се състои от президента и членовете на неговия кабинет. Президентът упражнява най-висше ръководство на държавната администрация. Той назначава и уволнява държавните министри и останалите членове на кабинета, както и президента и директорите на Централната банка на Бразилия. Той подготвя проектобюджета за всяка следваща фискална година. Като ръководител на изпълнителната власт президентът на Бразилия е задължен при откриването на всяка нова парламентарна сесия да изнася пред законодателното тяло доклад-отчет за състоянието на Съюза, за дейността на администрацията и изпълнението на бюджета от предходната фискална година.
Президентът на Бразилия ръководи външната политика на страната, установява отношения с други страни, подписва международни договори и спогодби с други държави и международни организации, които подлежат на задължителна ратификация от Конгреса.
Президентът на Бразилия е и върховен главнокомандващ на въоръжените сили на страната, който назначава и уволнява членовете на командирския състав на сухопътните, военновъздушните и военноморските сили, и повишава техните офицери в по-висок чин. Президентът на Бразилия обявява война и подписва примирие, при което той се ръководи и от мнението на Конгреса.
Президентът свиква и председателства Националния съвет по отбраната и Съвета на Републиката, които са помощни консултативни органи към държавния глава по въпросите на отбраната и състоянието на демократичните институции на страната.

## Продължителност на президентския мандат
Президентът и вицепрезидентът на Бразилия се избират за срок от 4 години с право на преизбиране за още един президентски мандат. Президентът и вицепрезидентът встъпват в длъжност на 1 януари пред обща сесия на Националния конгрес, давайки клетва да поддържат и защитават Конституцията на страната, да спазват законите, да спомагат за благото на бразилския народ, да поддържат съюза, интегритета и независимостта на Бразилия.
В Бразилия вицепрезидентът на Републиката има право да довърши мандата на президента, ако последният не може да изпълнява задълженията си поради обстоятелства, настъпили след полагането на президентската клетва. Ако и двамата не са способни да изпълняват задълженията си и мястото е трайно овакантено, Конституцията на Бразилия предвижда за довършителен мандат на поста да застанат последователно председателят на Камарата на депутатите, председателят на Федералния сенат или председателят на Върховния федерален съд.

## Условия за избираемост
Според Конституцията на Бразилия за поста Президент на Републиката може да се кандидатира всеки бразилски гражданин, който отговаря на следните условия:
- да е навършил 35 години
- да е бразилски гражданин по рождение, т.е. да е роден на територията на Бразилия
- да не е лишен от избирателни права, които включват правото да избира и да бъде избиран
- да бъде член на политическа партия
- кандидатурата му да бъде издигната от политическа партия
- да не заема други длъжности в законодателната, изпълнителната и съдебната власт, както и в частния и обществения сектор, или ако е заемал такива, да ги е освободил поне 6 месеца преди датата на изборите

Условията за избираемост на президента са валидни и за вицепрезидента, тъй като и двамата се избират едновременно.

## Избори за президент на Бразилия
Изборите за нов президент на Бразилия се провеждат в цялата страна в първата неделя на месец октомври на последната година от мандата на предходния президент. На президентските избори всеки кандидат-президент се явява в една изборна листа с по един кандидат-вицепрезидент. Президентските избори се провеждат по мажоритарната система, като за избрана се счита кандидатпрезидентската двойка, спечелила повече от половината от подадените действителни гласове. В случай, че никой от кандидатите не спечели изискуемото мнозинство, Конституцията предвижда, че двете кандидатперезидентски двойки, събрали най-много гласове на редовния вот, се явяват на балотажен вот, който се печели от кандидата, събрал обикновено мнозинство от гласовете. Балотажният вот на президентските избори в Бразилия се провежда в последната неделя на октомври.

## Отговорност и отстраняване от служба
Президентът на Бразилия се ползва с пълен съдебен имунитет по време на своя мандат и не може да бъде задържан за престъпления, извършени извън служба. Конституцията обаче предвижда случаи, при които Конгресът може да започне процедура по импийчмънт на президента. Условия за започване на такава процедура е президентът да е извършил едно от действията, които Конституцията и специален закон определят като престъпления по служба или измяна.
Процедурата по импийчмънт срещу президента на Бразилия започва в Камарата на депутатите – депутатите повдигат обвинение в престъпление или измяна срещу президента, което обвинение трябва да бъде прието с мнозинство от 2/3 от състава на камарата. В случай че повдигнатото от депутатите обвинение е за престъпление по служба, президентът се явява на съд по обвинението пред Върховния федерален съд, а производствата по обвинение в измяна срещу президента се провеждат в Камарата на сенаторите. Ако съответните обвинения бъдат уважени от Върховния федерален съд или Сената, президентът се отстранява от длъжност. Президентът обаче не може да бъде задържан без присъда от инстанцията, пред която се провежда делото срещу него.

## Президенти на Бразилия
- 1
Деодору да Фонсека
1889 – 1891
- 2
Флориану Пейшоту
1891 – 1894
- 3
Пруденте де Морайс
1894 – 1898
- 4
Кампус Салис
1898 – 1902
- 5
Родригис Алвис
1902 – 1906
- 6
Афонсу Пена
1906 – 1909
- 7
Нилу Песаня
1909 – 1910
- 8
Ермис да Фонсека
1910 – 1914
- 9
Венсеслау Брас
1914 – 1918
- —
Родригис Алвис
Не постъпва на слъужба
- 10
Делфим Морейра
1918 – 1919
- 11
Ептасиу Песоа
1919 – 1922
- 12
Артур Бернарджис
1922 – 1926
- 13
Вашингтон Луис
1926 – 1930
- —
Жулиу Престис
Не постъпва на служба
- —
Военна хунта
1930
- 14
Жетулиу Варгас
1930 – 1945
- 15
Жузе Линярис
1945 – 1946
- 16
Еурику Гаспар Дутра
1946 – 1951
- 17
Жетулиу Варгас
1951 – 1954
- 18
Кафе Филю
1954 – 1955
- 19
Карлус Луис
1955
- 20
Нереу Рамус
1955 – 1956
- 21
Жуселину Кубичек
1956 – 1961
- 22
Жаниу Куадрус
1961
- 23
Раниери Мадзили
1961
- 24
Жуау Гуларт
1961 – 1964
- 25
Раниери Мадзили
1964
- 26
Кастелу Бранку
1964 – 1967
- 27
Коста е Силва
1967 – 1969
- —
Военна хунта
1969
- 28
Емилиу Медичи
1969 – 1974
- 29
Ернесту Гайзел
1974 – 1979
- 30
Жуау Фигейреду
1979 – 1985
- —
Танкреду Невис
Не заема поста
- 31
Жузе Сарней
1985 – 1990
- 32
Фернандо Колор
1990 – 1992
- 33
Итамар Франку
1992 – 1995
- 34
Фернанду Енрики Кардозу
1995 – 2003
- 35
Луис Инасиу Лула да Силва
2003 – 2011
- 36
Дилма Русеф
2011 – 2016
- 37
Мишел Темер
2016 – 2019
- 38
Жаир Болсонаро
2019 – 2023
- 39
Луис Инасиу Лула да Силва
2023 – ...